# Azərreyl Voleybol Klubu 2018-2019
Questa voce raccoglie le informazioni riguardanti l'Azərreyl Voleybol Klubu nelle competizioni ufficiali della stagione 2018-2019.

## Organigramma societario
Area direttiva
- Presidente: Faiq Qarayev

Area tecnica
- Allenatore: Famil Aghayev
- Allenatore in seconda: Emin Abilov, Ruslan Motorin

## Rosa
| N° | Nome                    | Ruolo | Data di nascita  | Nazionalità sportiva |
| -- | ----------------------- | ----- | ---------------- | -------------------- |
| 1  | Ceyran Əliyeva          | L     | 3 gennaio 1995   | Azerbaigian          |
| 2  | Jana Dorošenko          | P     | 5 luglio 1994    | Azerbaigian          |
| 3  | Bəyaz Əliyeva           | L     | 9 giugno 1990    | Azerbaigian          |
| 4  | Maryia Kiryliuk         | C     | 16 febbraio 1995 | Azerbaigian          |
| 5  | Leyla Parshkova         | L     | 18 agosto 1998   | Azerbaigian          |
| 6  | Kseniya Pavlenko        | C     | 30 agosto 1993   | Azerbaigian          |
| 7  | Narmina Musayeva        | O     | 24 ottobre 1999  | Azerbaigian          |
| 8  | Leysan Lyovkina         | O     | 21 luglio 1999   | Azerbaigian          |
| 9  | Nelli Salbishvili       | S     | 17 giugno 1999   | Azerbaigian          |
| 10 | Samra Gafarova          | P     | 10 dicembre 2000 | Azerbaigian          |
| 11 | Nurhan Kazimova         | S     | 2 luglio 2001    | Azerbaigian          |
| 18 | Shafagat Alishanova     | P     | 3 agosto 1991    | Azerbaigian          |
| -  | Viktoriia Aghakishiyeva | S     | 12 luglio 1989   | Azerbaigian          |
| -  | Anastasiia Baidiuk      | S     | 5 dicembre 1999  | Azerbaigian          |
| -  | Iuliia Karimova         | L     | 7 febbraio 1988  | Azerbaigian          |

## Statistiche

### Statistiche dei giocatori
| V. Aghakishiyeva | Statistiche assenti | - | -  | -  | - | - | Statistiche assenti |
| S. Alishanova    | Statistiche assenti | - | -  | -  | - | - | Statistiche assenti |
| B. Əliyeva       | Statistiche assenti | 2 | 0  | 0  | 0 | 0 | Statistiche assenti |
| C. Əliyeva       | Statistiche assenti | 2 | 1  | 1  | 0 | 0 | Statistiche assenti |
| A. Baidiuk       | Statistiche assenti | - | -  | -  | - | - | Statistiche assenti |
| J. Dorošenko     | Statistiche assenti | 2 | 4  | 1  | 0 | 3 | Statistiche assenti |
| S. Gafarova      | Statistiche assenti | 0 | 0  | 0  | 0 | 0 | Statistiche assenti |
| I. Karimova      | Statistiche assenti | - | -  | -  | - | - | Statistiche assenti |
| N. Kazimova      | Statistiche assenti | 2 | 1  | 1  | 0 | 0 | Statistiche assenti |
| M. Kiryliuk      | Statistiche assenti | 2 | 11 | 8  | 3 | 0 | Statistiche assenti |
| L. Lyovkina      | Statistiche assenti | 2 | 13 | 11 | 0 | 2 | Statistiche assenti |
| N. Musayeva      | Statistiche assenti | 2 | 1  | 1  | 0 | 0 | Statistiche assenti |
| L. Parshkova     | Statistiche assenti | 2 | 2  | 2  | 0 | 0 | Statistiche assenti |
| K. Pavlenko      | Statistiche assenti | 2 | 13 | 9  | 4 | 0 | Statistiche assenti |
| N. Salbishvili   | Statistiche assenti | 2 | 16 | 15 | 0 | 1 | Statistiche assenti |

P = presenze; PT = punti totali; AV = attacchi vincenti; MV = muri vincenti; BV = battute vincenti